# Krîklîveț, Krîjopil
Krîklîveț (în ucraineană Крикливець) este localitatea de reședință a comunei Krîklîveț din raionul Krîjopil, regiunea Vinnița, Ucraina.

## Demografie
Componența lingvistică a localității Krîklîveț
     Ucraineană (99,3%)
     Alte limbi (0,7%)
Conform recensământului din 2001, majoritatea populației localității Krîklîveț era vorbitoare de ucraineană (99,3%), existând în minoritate și vorbitori de alte limbi.